# Gallusz Gyöngyi
Gallusz Gyöngyi (Budapest, 1962. november 8. –) Munkácsy Mihály-díjas magyar grafikus, képzőművész, pedagógus.

## Életpályája
Középiskolai tanulmányait a Szilágyi Erzsébet Gimnáziumban végezte el, ahol 1981-ben érettségizett. 1983-1987 között az Eötvös Loránd Tudományegyetem Tanárképző Főiskolai Kar magyar-történelem szakos hallgatója volt. 1989-1994 között a Képzőművészeti Főiskola képgrafika szakán tanult. 1994-1996 között ugyanitt posztgraduális képzésen vett részt. 1994-1996 között az Ars-Politechnikum Alapítvány művészettörténet tanára volt. 1995-1997 között a Szegedi Művésztelepen tevékenykedett. 1995-2004 között az Országos Széchényi Könyvtár papír- és könyvrestaurátor tanfolyamán művészettörténetet és rajzot tanított. 1996-ban Spanyolországban, 1998-ban pedig Rómában volt ösztöndíjas. 1998-ban a Móri Művésztelepen dolgozott. 1998-2000 között az Áldás Utcai Általános Iskola vizuális tanára volt. 1998-2000 között valamint 2002-2003 és 2005-ben a Makói Művésztelepen dolgozott. 2002 óta az Óbudai Képzőművészeti Szakközépiskolában képgrafikát és rajzot tanít.

## Kiállításai

### Egyéni
- 1995-1999, 2005, 2008 Budapest
- 1998 Szentendre
- 1999 Bukarest, Vác
- 2000 Szolnok
- 2009 Győr

### Csoportos
- 1993 Budapest, Sopron, Győr
- 1994 Szeged, Körmend, Athén
- 1995, 2000-2001, 2003-2004, 2006 Budapest
- 1996 Salgótarján, Miskolc, Berlin
- 1997 Esztergom, Szeged
- 2001 Dunaújváros
- 2004 Székesfehérvár
- 2006 Hatvan, Szeged
- 2007 Bécs
- 2008 Szlovákia

## Művei
- Olykor (1998)
- Fekete-fehér origo II. (1999)
- Rózsaszín
- Nyugodt játszma I.-III.

## Díjai, kitüntetései
- A győri biennálé fődíja (1993)
- Kondor Béla-emlékérem (1993)
- Kondor Béla-díj (1994)
- Derkovits Gyula képzőművészeti ösztöndíj (1995-1998)